# Madagascar Slim
Randriamananjara Radofa Besata Jean Longin né le 31 octobre 1956 à Antananarivo, Madagascar ) est un guitariste folk et blues canado -malgache, qui enregistre et se produit sous le nom de scène Madagascar Slim . Membre du groupe de musique folk Tri-Continental  et du groupe de musique du monde African Guitar Summit
En 1979, Il décide de déménagé au Canada  pour étudier la langue anglaise et la comptabilité au Seneca College, tout en poursuivant ses études musicales avec le groupe folk La Ridaine.
Il a remporté plusieurs prix: un prix Juno, remporte l'Album de musique du monde de l'année en 2000 pour son album solo Omnisource et en 2005 avec African Guitar Summit, et l'Album Roots & Traditional de l'année en 2001 avec Tri-Continental.l,.

## Discographie
- 2000 OmniSource
- 2009 Bonne vie Bonne vie

Avec Tri-Continental
- 2000 Tri-Continental
- 2002 en direct
- 2003 Jouons
- 2004 Dérive
- Danse de la poussière 2018

Avec d'autres artistes
- Sommet de la guitare africaine 2005
- 2006 Sommet de la Guitare Africaine II